# Velîke Kolodno, Kameanka-Buzka
Velîke Kolodno (în ucraineană Велике Колодно) este localitatea de reședință a comunei Velîke Kolodno din raionul Kameanka-Buzka, regiunea Liov, Ucraina.

## Demografie
Componența lingvistică a localității Velîke Kolodno
     Ucraineană (99,75%)
     Alte limbi (0,25%)
Conform recensământului din 2001, majoritatea populației localității Velîke Kolodno era vorbitoare de ucraineană (99,75%), existând în minoritate și vorbitori de alte limbi.